# کلودی انیره
کلودی انیره (به انگلیسی: Claudie Haigneré) فضانورد اهل کشور فرانسه است که در ۱۳ مهٔ ۱۹۵۷ میلادی در لو کروزو زاده شد. وی در مأموریت سایوز تی‌ام-۲۴، تی‌ام-۲۳، حضور داشته است.